# Peternelsflass
Der Peternelsflass ist ein knapp zweieinhalb Kilometer langer Bach in der wallonischen Provinz Luxemburg und ein rechter Zufluss der Attert.

## Verlauf
Der Peternelsflass entspringt in einer Feuchtwiese nordwestlich von Attert-Tongelange auf einer Höhe von etwa 338 m O.P. Der Bach fließt zunächst nordwärts durch Grünland, quert dann den Wald Krengelsbësch, wobei er rechts und links von mehreren kleineren Waldbächen gespeist wird. Er verlässt den Wald, läuft kurz durch Feuchtgelände und schlängelt sich danach zwischen den Därebësch auf der linken und dem Gemengebësch auf der rechten Seite. Er verabschiedet sich vom Wald, fließt nun durch die feuchte Aue des Atters und spaltet sich dann in zwei Arme auf. Der linke Hauptarm mündet schließlich östlich von Attert auf einer Höhe von etwa 294 m O.P. in den gleichnamigen Fluss.